# Кулик Олексій Іванович
Олексій Іванович Кулик (27 березня 1931?, село Перегонівка, тепер Обухівського району Київської області — ?) — український радянський діяч, новатор виробництва, токар-карусельник Київського заводу «Більшовик». Депутат Верховної Ради УРСР 8-го скликання.

## Біографія
Народився в селянській родині. Батьки рано померли. Виховувався у дитячому будинку.
У 1948 році закінчив Київське ремісниче училище.
З 1948 року —  токар-карусельник Київського заводу «Більшовик». Отримав 6-й розряд токаря-верстатника. Ударник комуністичної праці.
Потім — на пенсії у місті Києві.

## Нагороди
- ордени
- медаль «За доблесну працю. В ознаменування 100-річчя з дня народження Володимира Ілліча Леніна» (1970)
- медалі